# Javier Novello
Javier Novello ist ein ehemaliger argentinischer Fußballspieler, der im  Mittelfeld agierte und nach seiner aktiven Laufbahn als Trainer tätig war.

## Leben
In seinem Heimatland spielte Novello für den Racing Club, bevor er vermutlich 1949 zum mexikanischen Erstligisten Atlas Guadalajara wechselte, mit dem er in der Saison 1949/50 die Copa México und ein Jahr später den einzigen Meistertitel in der Vereinsgeschichte der Rojinegros gewann. 
Nach dem Ende seiner aktiven Karriere arbeitete Novello als Trainer unter anderem beim Club Nacional de Guadalajara, mit dem er in der Saison 1960/61 die Zweitligameisterschaft gewann und somit den Aufstieg in die Primera División schaffte. Später kehrte er zu seinem Exverein Atlas zurück und gewann mit den Margaritas in der Saison 1967/68 noch einmal den mexikanischen Vereinspokal.

## Erfolge

### Als Spieler
- Mexikanischer Meister: 1950/51 (mit Atlas)
- Mexikanischer Pokalsieger: 1949/50 (mit Atlas)

### Als Trainer
- Mexikanischer Zweitligameister: 1960/61 (mit Nacional)
- Mexikanischer Pokalsieger: 1967/68 (mit Atlas)